# Giorgio Silfer
Giorgio Silfer (Milán, Italia, 13 de septiembre de 1949) es un pedagogo y andragogo educado en italiano. En 1970 fundó con otros escritores la revista cultural en esperanto Literatura Foiro; fue su editor en jefe hasta 1980. Cofundador del club literario La Patrolo, en 1969. Inició el PEN Club Esperanto en 1991, y en 1993 logró el reconocimiento del esperanto como lengua literaria por parte del PEN Internacional. En 1996, fue uno de los signatarios más importantes de la Declaración Universal de Derechos Lingüísticos.
Silfer ha sido políticamente activo dentro del Partido Republicano Italiano, partido de izquierda no socialista. Se ha desempeñado como funcionario en el Parlamento de Lombardía, Italia. Como profesor, ha enseñado en Italia, Finlandia, Suiza, Bulgaria, España, México y en países africanos.

## Obra
Giorgio Silfer es el dramaturgo líder en esperanto y ha introducido varios géneros importantes a esta lengua. Además de veinte obras teatrales y tres colecciones de poesía en esperanto, ha publicado una novela en italiano y cerca de dos mil artículos y ensayos en diferentes idiomas. También ha escrito letras para canciones, especialmente para Gianfranco Molle, Nikolin' y Anjo Amika. "Mestre de gai saber" en los Juegos Florales Internacionales (Cataluña).
Editó el título Lingue internazionali para el Grande Dizionario Enciclopedico UTET. Revisó el libro de referencia sobre los idiomas artificiales Aga Magéra Difúra. Con su colega Carlo Minnaja, ha compilado el extenso (748 páginas) Historio de la esperanta literaturo (Historia de la literatura en esperanto), 2015. El grupo editorial Grañén Porrúa publicó en México su largo ensayo Breve historia cultural de la comunidad esperantófona, traducido por María Elena Ruiz Cruz, 2019. Otra editorial mexicana publicó en 2020 La casa del enterrador y otros cuentos hispánicos.
- Datos: Q3765758
- Multimedia: Giorgio Silfer / Q3765758